# Voyah Dreamer

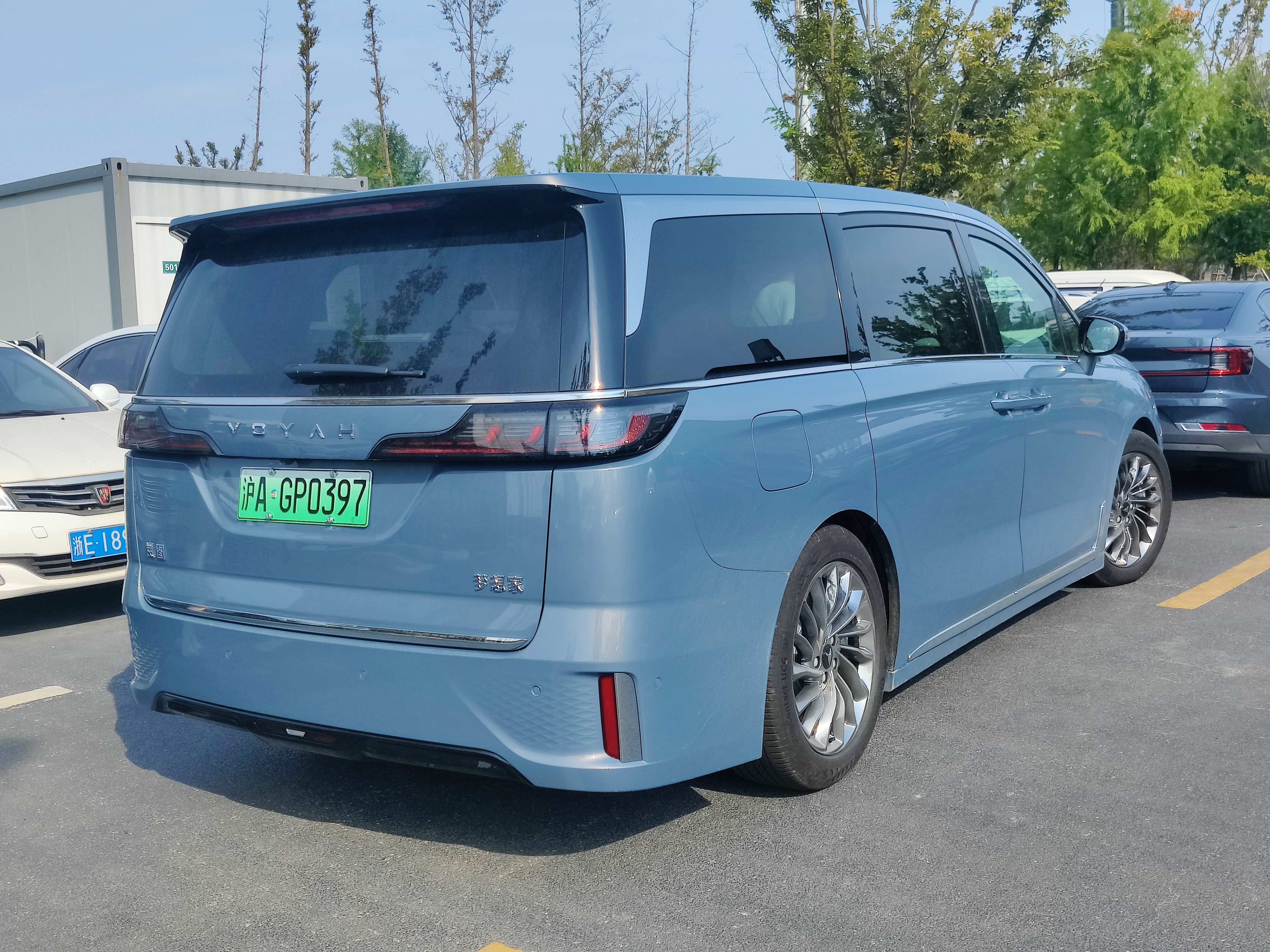
Heckansicht

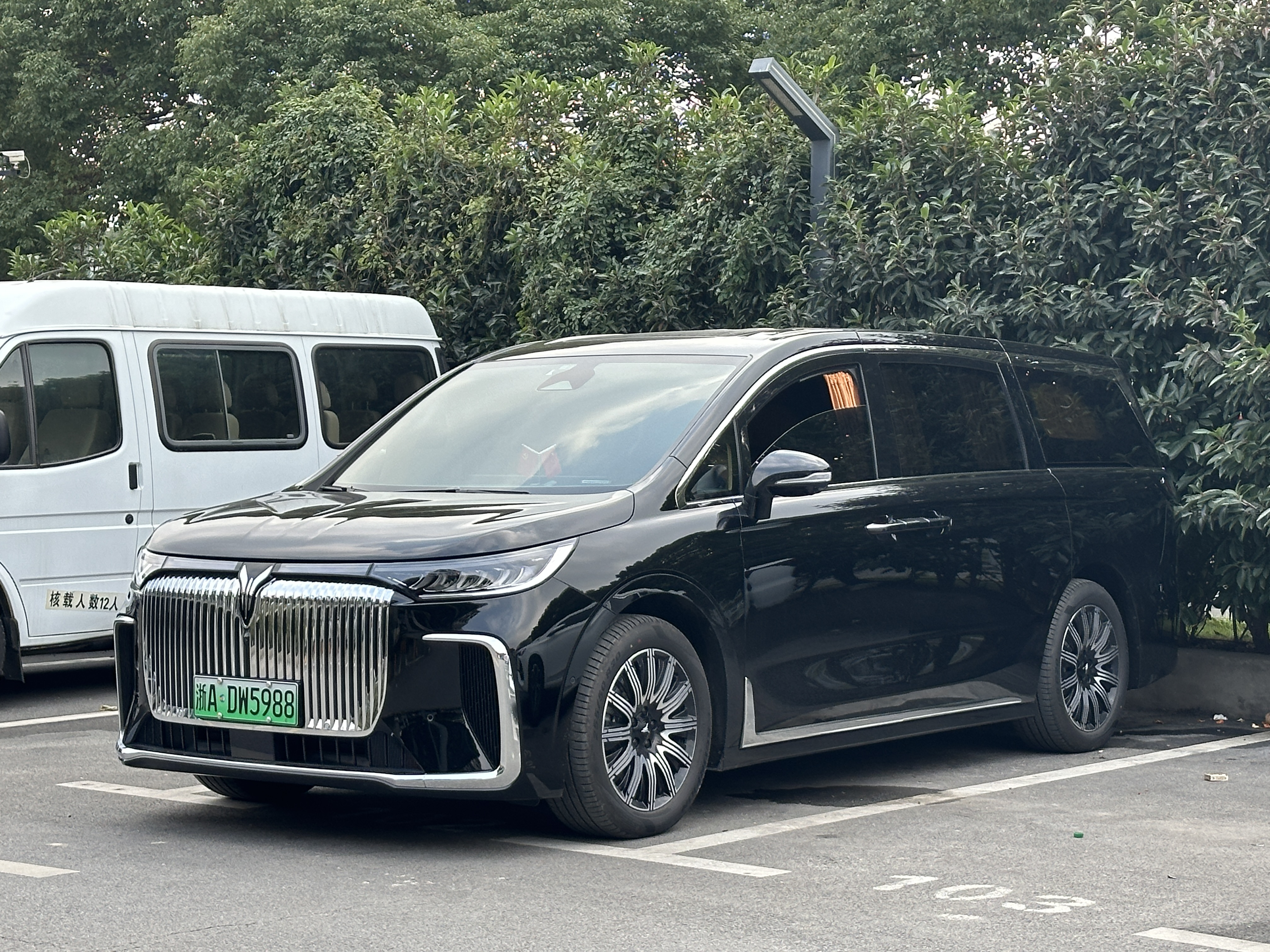
Voyah Dreamer (seit 2024)

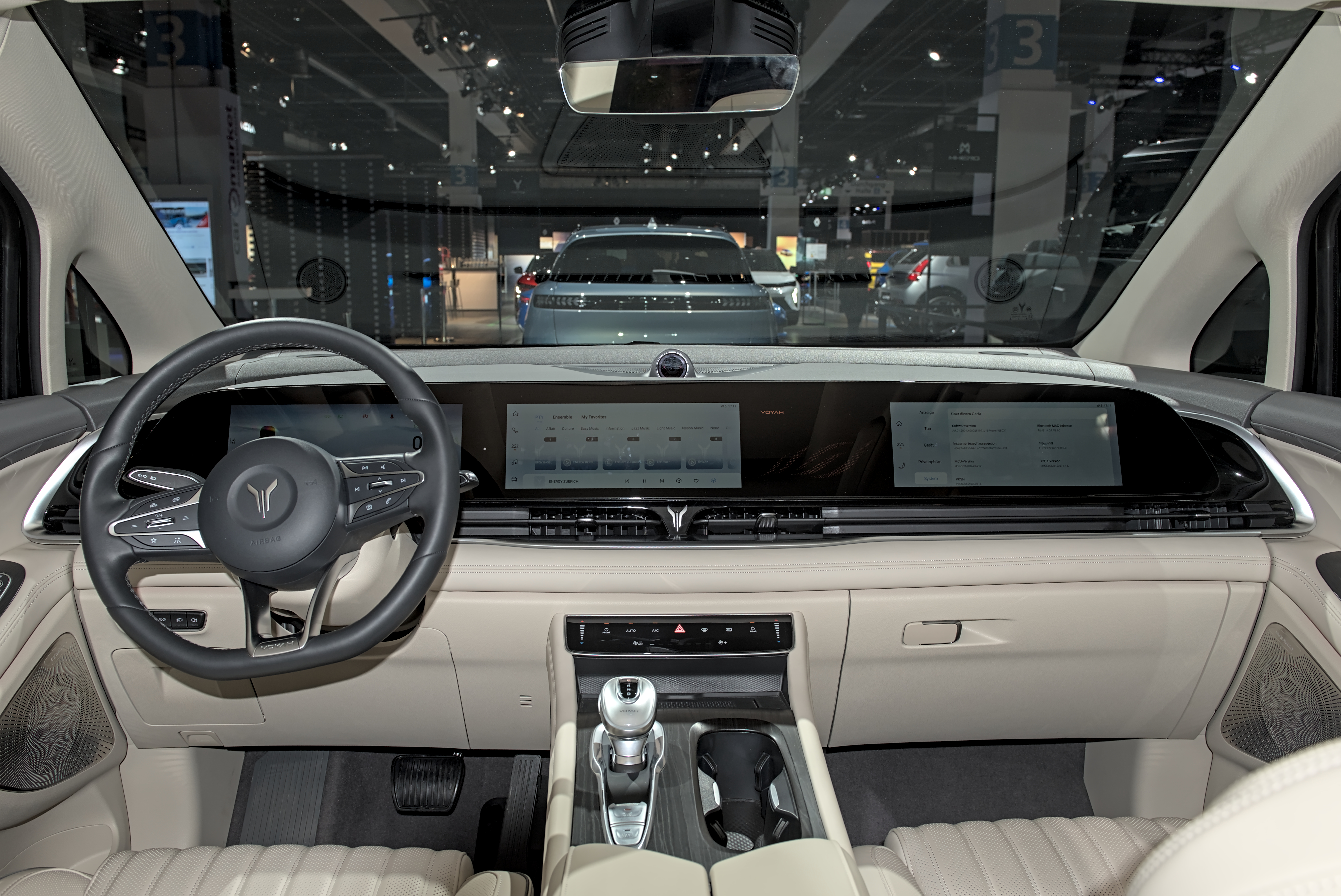
Innenansicht

Der Voyah Dreamer ist ein Van der zur chinesischen Dongfeng Motor Company gehörenden Marke Voyah.

## Geschichte
Erstmals vorgestellt wurde das 5,32 Meter lange Fahrzeug im November 2021 auf der Guangzhou Auto Show. Im Mai 2022 kam es auf dem chinesischen Heimatmarkt als Vier- oder Siebensitzer in den Handel. Der russische Markt folgte im Februar 2023. Seit Sommer 2024 wird der Van auch in der Schweiz verkauft. Eine überarbeitete Version des Vans wurde im August 2024 vorgestellt. Der Dreamer basiert auf der gleichen Plattform wie das SUV Free. Beide werden in China und Russland gefertigt.
Als Konkurrenzmodelle des Wagens werden unter anderem der Buick GL8 oder der Lexus LM genannt.

## Technische Daten
Der Dreamer ist wie auch der Free entweder als reines Elektroauto oder als Plug-in-Hybrid erhältlich. Die rein elektrischen Versionen haben einen Nickel-Mangan-Cobalt-Akkumulator mit einem Energieinhalt von 82 oder 109 kWh. So wird eine Reichweite von bis zu 605 km nach CLTC ermöglicht. Im Oktober 2023 folgten überarbeitete Motorisierungen.
| Kenngrößen                                  | Dreamer EV                 | Dreamer EV                 | Dreamer EV                 | Dreamer EV                 | Dreamer PHEV                    | Dreamer PHEV                    |
| ------------------------------------------- | -------------------------- | -------------------------- | -------------------------- | -------------------------- | ------------------------------- | ------------------------------- |
| Bauzeitraum                                 | 05/2022–10/2023            | seit 10/2023               | 05/2022–10/2023            | seit 10/2023               | 05/2022–10/2023                 | seit 10/2023                    |
| Motorkenndaten                              |                            |                            |                            |                            |                                 |                                 |
| Motortyp                                    | 2 Elektromotoren           | 2 Elektromotoren           | 2 Elektromotoren           | 2 Elektromotoren           | 2 Elektromotoren + R4-Ottomotor | 2 Elektromotoren + R4-Ottomotor |
| Hubraum                                     | —                          | —                          | —                          | —                          | 1476 cm³                        | 1497 cm³                        |
| max. Leistung E-Motor vorn                  | 160 kW (218 PS)            | 160 kW (218 PS)            | 160 kW (218 PS)            | 160 kW (218 PS)            | 130 kW (177 PS)                 | 150 kW (204 PS)                 |
| max. Leistung E-Motor hinten                | 160 kW (218 PS)            | 160 kW (218 PS)            | 160 kW (218 PS)            | 160 kW (218 PS)            | 160 kW (218 PS)                 | 160 kW (218 PS)                 |
| max. Leistung Verbrennungsmotor             | —                          | —                          | —                          | —                          | 100 kW (136 PS)                 | 110 kW (150 PS) bei 4500/min    |
| max. Systemleistung                         | 320 kW (435 PS)            | 320 kW (435 PS)            | 320 kW (435 PS)            | 320 kW (435 PS)            | 290 kW (394 PS)                 | 420 kW (571 PS)                 |
| max. Drehmoment E-Motor vorn                | 310 Nm                     | 310 Nm                     | 310 Nm                     | 310 Nm                     | 300 Nm                          | 310 Nm                          |
| max. Drehmoment E-Motor hinten              | 310 Nm                     | 310 Nm                     | 310 Nm                     | 310 Nm                     | 310 Nm                          | 310 Nm                          |
| max. Drehmoment Verbrennungsmotor           | —                          | —                          | —                          | —                          | k. A.                           | 220 Nm bei 2000–4500/min        |
| max. Systemdrehmoment                       | 620 Nm                     | 620 Nm                     | 620 Nm                     | 620 Nm                     | 610 Nm                          | 840 Nm                          |
| Kraftübertragung                            |                            |                            |                            |                            |                                 |                                 |
| Antrieb                                     | Allradantrieb              | Allradantrieb              | Allradantrieb              | Allradantrieb              | Allradantrieb                   | Allradantrieb                   |
| Getriebe                                    | Eingang-Reduktionsgetriebe | Eingang-Reduktionsgetriebe | Eingang-Reduktionsgetriebe | Eingang-Reduktionsgetriebe | Eingang-Reduktionsgetriebe      | Eingang-Reduktionsgetriebe      |
| Messwerte                                   |                            |                            |                            |                            |                                 |                                 |
| Leergewicht                                 | 2620 kg                    | 2620 kg                    | 2625 kg                    | 2645 kg                    | 2540 kg                         | 2590 kg                         |
| Höchstgeschwindigkeit                       | 200 km/h                   | 200 km/h                   | 200 km/h                   | 200 km/h                   | 200 km/h                        | 203 km/h                        |
| Beschleunigung, 0–100 km/h                  | 5,8 s                      | 5,8 s                      | 5,9 s                      | 5,9 s                      | 6,6 s                           | 5,9 s                           |
| Kraftstoffverbrauch auf 100 km (kombiniert) | —                          | —                          | —                          | —                          | 2,0 l Super                     | 0,7 l Super                     |
| Tankinhalt                                  | —                          | —                          | —                          | —                          | 51 l                            | 51 l                            |
| Energieinhalt NMC-Akkumulator               | 82 kWh                     | 82 kWh                     | 109 kWh                    | 109 kWh                    | 26 kWh                          | 43 kWh                          |
| Elektrische Reichweite nach CLTC            | 475 km                     | 510 km                     | 605 km                     | 650 km                     | 82 km                           | 184 km                          |
| Abgasnorm                                   | —                          | —                          | —                          | —                          | China VI                        | China VI                        |